# Cuscuta europaea
Cuscuta europaea (L.) é uma planta parasita pertencente à família Convolvulaceae (anteriormente na família Cuscutaceae) com distribuição natural no sul da Europa ao longo das costas do Mediterrâneo. 

## Descrição
É como a Cuscuta epithymum mas com caule mais robusto e usualmente avermelhado. As flores são usualmente tetrâmeras, dispostas em densos grupos arredondados de 8–12 mm de diâmetro. Parasita espécies dos géneros Urtica, Humulus e Calystegia e outras herbáceas. Penetra na planta hospedeira com haustórios finos, através dos quais extrai a seiva já elaborada, não precisando partes verdes. As folhas são escamosas, mínimas, incolores, quase invisíveis. As flores são acampanuladas, de coloração branco rosáceo, muito pequenas, em grupos mais ou menos numerosos. As flores foram usadas na confeção de um tipo de colírio.  Floresce desde o final da primavera ao início do outono.
A espécie ocorre em toda a bacia do Mediterrâneo, mas está ausente da maioria das ilhas exceto da Córsega e da Sardenha. e em grande parte da Europa, exceto Portugal, Irlanda e Islândia.